# Dick van Well
Dick van Well (Rotterdam, 1948) è un imprenditore olandese. È il presidente in carica della squadra olandese del Feyenoord Rotterdam.

## Biografia
È un sostenitore del Feyenoord sin dagli anni 60, ossia dal periodo migliore per il calcio olandese, periodo durato sino agli anni 70 quando il Feyenoord vinse la  Coppa UEFA  .
Anche la sede della aziendale si trova nel Feijenoord Stadion. Van Well è stato nominato nuovo presidente del Feyenoord dopo che Jorien van den Herik fu costretto a ritirare dalla sua posizione nella stagione 2006-07.
L'uomo che ha salvato Feyenoord dal fallimento nel 1992 ora aveva commesso alcuni errori finanziari, i quali costrinsero il club sotto tutela speciale.
Un gruppo di icone del Feyenoord (tra cui l'ex presidente Gerard Kerkum) si riunì nel "Commissie Kerkum" per discutere il futuro del Feyenoord.  Nel dicembre 2006 hanno vennero pubblicati i loro pensieri e si giunse alla conclusione che Van den Herik avrebbe dovuto lasciare il club. A Van Well fu chiesto  di diventare il nuovo presidente del Feyenoord, lui però non voleva diventare il presidente subito, ma dall'inizio della stagione 2007-08.
Come risultato Kerkum stesso assunse da Van den Herik per il resto della stagione e tenne Van Well per l'inizio della nuova stagione.
Feyenoord ha sorpreso tutti nella pausa estiva 2007, quando riuscì a fare alcuni acquisti di giocatori come Giovanni van Bronckhorst, Roy Makaay e il ritorno del direttore Bert van Marwijk. I media hanno riferito che, sebbene Van den Herik avesse già lasciato Feyenoord, si sforzò nel portare questi giocatori al club.